# Гапонюк Клавдія Іванівна
Клавдія Іванівна Гапонюк (15 травня 1929, Келеберда — 9 листопада 2012, Одеса) — українська радянська художниця порцеляни.

## Біографія
Народилася 15 травня 1929 року в селі Келеберді (нині Кременчуцький район Полтавської області, Україна). 1949 року закінчила Миргородський керамічний технікум (викладачі Валентина Панащатенко, Г. Павелко).
Протягом 1949—1986 років працювала художником Полонського порцелянового заводу. Померла в Одесі 9 листопада 2012 року.

## Творчість
Створювала малюнки для виробів із порцеляни. Серед робіт:
- сервізи для чаю «Подільський», «П-56» (обидва — 1956), «П-3» (1957), «Джерело» (1969), «Арфа» (1972), «Казка» (1976), «Троянда» (1978), «Наташа» (1978, 1986), «Лілея» (1979), «Ромашка» (1982);
- сервізи для кави «П-3» (1959), «Молодіжний» (1968), «Наташа» (1980), «Ліана» (1988);
- сервіз для чаю та кави «Плахта» (1965);
- вази «Декоративна» (1970), «Ювілейна» (1972);
- чашки з блюдцями подарункові «Квітнева» (1976), «Дзвін» (1981), «Айстра» (1983), «Агат» (1985);
- набір туалетний «Кобальт» (1984);
- келихи «Тюльпан» (1986), «Лотос» (1987).

Брала участь у мистецьких виставках в Україні, Мінську а 1976 році, Сілістрі  у 1981 році. 
Роботи художниці зберігаються в Національному музеї українського народного декоративного мистецтва у Києві, Сумському художньому музеї, Канівському музеї народного декоративного мистецтва, Хмельницькому краєзнавчому та Полонському історичному музеях.